# Desetiletá válka
Desetiletá válka (španělsky: Guerra de los Diez Años), také známá jako velká válka (Guerra Grande) a válka z osmašedesátého, probíhala v letech 1868 až 1878. Byla první velkou válkou za nezávislost Kuby na Španělském impériu. Povstání vedli kubánští majitelé plantáží a další movití obyvatelé. V říjnu 1868 lokální majitel cukrovaru Carlos Manuel de Céspedes a jeho přívrženci jednostranně vyhlásili nezávislost Kuby. Španělsko se následně vydalo povstání potlačit. Šlo o první ze tří válek o nezávislost. Následovaly Malá válka (1879–1880) a Kubánská válka za nezávislost (1895–1898). V závěru třetí války intervenovaly Spojené státy americké, čímž vypukla Španělsko-americká válka (1898).

## Pozadí

### Otroctví
Kubánská buržoazie požadovala od španělské koruny zásadní sociální a ekonomické reformy. Laxní prosazování zákazu obchodu s otroky mělo za následek dramatický nárůst dovozu Afričanů, odhadovaný na 90 000 otroků jen mezi lety 1856 až 1860. Stalo se tak navzdory silnému abolicionistickému hnutí na ostrově a rostoucím nákladům pro majitele plantáží s otroky na východě. Díky novým technologiím a zemědělským technikám bylo velké množství otroků zbytečných a neúměrně drahých. V hospodářské krizi roku 1857 mnoho podniků zkrachovalo, včetně mnoha plantáží cukrové třtiny a cukrovarů. Abolicionistická věc tím nabývala na síle a prosazovala postupnou emancipaci otroků s finanční kompenzací od vlády pro otrokáře. Někteří plantážníci navíc upřednostňovali najímání čínských přistěhovalců jako dělníků v očekávání ukončení otroctví. Před 70. léty 19. století jich bylo na Kubu posláno více než 125 000. V květnu 1865 vznesly kubánské kreolské elity na španělský parlament čtyři požadavky: celní reformu, politickou reprezentaci v parlamentu, soudní rovnost pro všechny Španěly (včetně Kubánců) a plné prosazení zákazu obchodu s otroky.

### Koloniální politika
V dané době docházelo ke změnám ve španělském parlamentu. Vliv získávali reakční, tradicionalističtí politici, kteří hodlali odstranit všechny liberální reformy. Moc vojenských soudů byla posílena; koloniální vláda uvalila na kubánské pěstitele a podniky šestiprocentní zvýšení daní. Navíc byla umlčena veškerá politická opozice a tisk. Nespokojenost se na Kubě rozšířila v masivním měřítku, protože byly omezeny možnosti vyjádření opozičních názorů. Tuto nespokojenost pocítili zejména movití plantážníci a majitelé haciend na východní Kubě. Evropští Španělé (známí jako peninsulares) koncentrovali velkou část bohatství ostrova ve svých rukách prostřednictvím své dominantní role v kubánském obchodu. Obyvatelstvo narozené na Kubě navíc stále nemělo žádná politická práva a žádné zastoupení v parlamentu. Námitky proti těmto podmínkám vyvolaly první významné hnutí za nezávislost, zejména ve východní části ostrova.

### Revoluční myšlenky
V červenci 1867 založil nejbohatší kubánský majitel plantáží Francisco Vicente Aguilera Revoluční výbor Bayamo. Povědomí o myšlenkách revoluce se začalo rychle šířit, hlavně na východě ostrova. Ve městě Manzanillo se myšlenky chopil podnikatel Carlos Manuel de Céspedes.

## Průběh
Carlos Manuel de Céspedes kolem sebe shromáždil řadu přívrženců. Původně chtěli povstání zahájit 14. října 1868, ale kvůli tomu, že Španělsko odhalilo jejich plán, zahájili revoluci již 10. října. Toho dne Carlos Manuel de Céspedes jednostranně vyhlásil nezávislost na Španělsku. Dnes je tento den na Kubě státním svátkem nazvaným El Grito de Yara. Do několika dnů se povstalci zmocnili řady měst na východě ostrova.
Do revoluce se zapojil také Máximo Gómez, který dříve působil ve španělské armádě na Hispaniole. Ten naučil povstalce taktiku kombinovaného boje střelby a útoků mačetami. Španělé v té době využívali již zastaralou taktiku formací (zejména čtverec). Ten nebyl proti přepadům v terénu příliš funkční. Desetitisíce životů si ale hlavně vyžádala tropická nemoc žlutá zimnice, na kterou neměli Španělé imunitu.
Poté, co povstalci ještě během října dobyli město Bayamo, složil básník Perucho Figueredo, který se účastnil bitvy, kubánskou hymnu La Bayamesa. Španělé město Bayamo dobyli zpět po třech měsících. Nicméně při bojích bylo město vypáleno do základů. Během revoluce byl také zatčen tehdy šestnáctiletý José Martí, který byl odsouzen do vězení a následně deportován do Španělska. V budoucnu se stane vůdčí osobností Kubánské války za nezávislost (1895–1898).
Ještě během roku 1868 převzal od Gómeze vedení armády sám Céspedes, který velel s americkým generálem Thomasem Jordanem. Ten byl veteránem konfederační armády z americké občanské války. Jordan s sebou na Kubu přivezl jednotku bývalých vojáků. Po několika bitvách ale Jordan rezignoval a vrátil se do USA. Do velení armády povstalců se proto vrátil Máximo Gómez.
Kvůli vlně násilí během prvního roku povstání zemi opustilo sto tisíc osob. Zámožnější se vydali do Evropy nebo na rozvinutý severo-východ USA, chudší přesídlili na Floridu (zejména na ostrov Key West).
V dubnu 1869 bylo svoláno konstituční shromáždění. Jeho cílem bylo povstání lépe řídit a vytvořit jeho jednotný právní rámec. Shromáždění také mělo rozdělit velení nad povstaleckou armádou a kubánskou civilní správou, které byly do té doby centralizované. Předsedou shromáždění byl zvolen Céspedes. Ignacio Agramonte y Loynáz a Antonio Zambrana měli napsat ústavu. Po přijetí ústavy se shromáždění přejmenovalo na Sněmovnu reprezentantů a jejím předsedou byl nově zvolen Salvador Cisneros Betancourt. Céspedes byl následně zvolen prezidentem republiky. Generál Manuel de Quesada se stal velitelem armády.
Na jaře 1869 se začaly vyloďovat španělské jednotky. Vedle nich na území také působily kubánské ozbrojené domobrany, které byly loajální španělské koruně a chránily své majetky před povstalci. V roce 1872 bylo v domobranách až 80 000 Kubánců.
V květnu 1873 padl generál Ignacio Agramonte y Loynáz. Jeho jednotky převzal Máximo Gómez. V únoru 1874 byl zabit sám Carlos Manuel de Céspedes, a povstalci začali ztrácet iniciativu. V roce 1875 se Máximo Gómez útoky pokusil přenést revoluci i na západní část ostrova, ale tamní bohatí plantážníci a otrokáři se k povstalcům nepřidali. V srpnu 1876 byl zabit americký generál Henry Reeve a Gómez se následně ze západní části ostrova stáhl.
Španělsko bylo oslabeno vedením karlistických válek na domácí půdě. Ty však skončily v roce 1876 a Španělsko následně vyslalo další vojáky na Kubu. Postupně se počet španělských vojáků vyšplhal na 250 tisíc. Válka se následně dostala do patové situace. Žádná ze stran nebyla blízko rozhodujícímu vítězství, ale ani porážce. Z globálního hlediska se ale více dařilo Španělům.
Po zabití Céspedese se prezidentem země stal Betancourt (1873–1875), po něm Juan Bautista Spotorno (1875–1876) a následně Tomás Estrada Palma. Palma byl zatčen v říjnu 1877. Zbývající představitelé povstalců brzy poté začali se Španělskem jednat o míru. Zajištěním míru byl pověřen generál Arsenio Martínez Campos, který ho dosáhl v únoru 1878 podepsáním dohody. Válka skončila v květnu 1878, avšak již v roce 1879 vypukla tzv. Malá válka.